# Cmentarz Cholupicki
Cmentarz Cholupicki (cz. Cholupický hřbitov) – cmentarz położony w stolicy Czech w dzielnicy Praga 4 (Cholupice).

## Historia
Cmentarz został założony w 1938 przez dla dawnych wsi Cholupice i Písnice (włączonych w 1974 w granice Pragi). Został zaprojektowany przez architekta Františka Kolmana, w 1994 wybudowano kolumbarium. Nekropolia ma kształt nieregularnego pięciokąta o powierzchni 0,27 ha. Wejście znajduje się od strony zachodniej.